# Inibidor da síntese de proteínas

Esquema simplificado da tradução do mRNA

Um inibidor da síntese de proteínas é uma substância que interrompe ou retarda o crescimento ou proliferação de células, interrompendo os processos que levam directamente à geração de novas proteínas.

Um ribossomo é uma máquina biológica que utiliza a dinâmica de proteínas em nanoescalas para traduzir RNA em proteínas

Embora uma ampla interpretação desta definição possa ser usada para descrever quase qualquer antibiótico, na prática, ela geralmente se refere a substâncias que agem no nível do ribossomo (o próprio ribossomo ou o factor de tradução), tirando vantagem das principais diferenças entre estruturas ribossômicas procarióticas e eucarióticas.